# Rashtriya Lok Samta Party
Rashtriya Lok Samta Party oder Rashtriya Lok Samata Party (RLSP, Hindi राष्ट्रीय लोक समता पार्टी, „Nationale Partei der Gleichheit“) ist eine kleine, im Jahr 2013 gegründete Partei im nordindischen Bundesstaat Bihar.

## Geschichte
Die Partei wurde durch Upendra Kushwaha gegründet. Kushwaha war mehrere Jahre Abgeordneter für die Janata Dal (United) (JD(U)) im Parlament von Bihar und zeitweilig Generalsekretär der JD(U) gewesen, hatte sich dann aber mit dem Parteiführer Nitish Kumar zerstritten und im Jahr 2007 die Partei verlassen. Später hatte er sich wieder mit Kumar ausgesöhnt und war in die JD(U) zurückgekehrt und 2010 als deren Abgeordneter in die Rajya Sabha (das „Staatenhaus“ des indischen Parlaments) gewählt worden. Kurz danach zerstritten sich Kushwaha und Kumar erneut. Ersterer warf dem Parteiführer diktatorisches Verhalten vor und hielt sich bei Abstimmungen nicht an die Parteidisziplin. Letzterer versuchte, den rebellischen Parteikollegen mit Sanktionen zu disziplinieren. Am 9. Dezember 2012 erklärte Kushawara schließlich seinen Austritt aus der JD(U) und seine Absicht, eine neue Partei zu gründen. Am 3. März 2013 gründete Kushwaha die neue Partei unter dem Namen Rashtriya Lok Samta Party.

Ein Deckenventilator, das Wahlsymbol der Rashtriya Lok Samta Party auf Stimmzetteln.

Programmatisch bot die Partei nicht viel Neues. Ihre Wählerschaft bezog sie vor allem aus der bäuerlichen Kaste der Koeri, einer der Other Backward Classes (OBC), die in Bihar etwa 8 % der Bevölkerung ausmacht. Sie gehörte damit zu den vielen Parteien in den nordindischen Bundesstaaten, die sich vor allem auf bestimmte Kasten stützen und deren Interessen vertreten.
Im Februar 2014, kurz vor der indischen Parlamentswahl, schloss sich die RLSP dem von der Bharatiya Janata Party (BJP) geführten Parteienbündnis der National Democratic Alliance (NDA) an. Bei der Wahl gewann RLSP 1.078.473, entsprechend 3,05 % der abgegebenen Stimmen in Bihar (entsprechend 0,2 % bezogen auf ganz Indien). Dies reichte für den Gewinn von drei Wahlkreisen aus (5-Sitamarhi, 35-Karakat, 36-Jahanabad), was ein großer Erfolg für die neue Partei war. Am 26. Mai 2014 erhielt die Partei durch die Indische Wahlkommission die offizielle Anerkennung als bundesstaatliche Partei im Bundesstaat Bihar und wählte als Wahlsymbol (für analphabetische Wähler) einen Deckenventilator. Anschließend wurde RLSP an der Koalitionsregierung Modi personell beteiligt. Vom 27. Mai 2014 bis 9. November 2014 war der RLSP-Parteiführer Upendra Kushwaha Staatssekretär im Ministerium für ländliche Entwicklung, Panchayati Raj, Trinkwasser und Sanitäranlagen und danach Staatssekretär für die Entwicklung von Humanressourcen. 
Bei der Wahl zu Parlament von Bihar 2015 erhielt RLSP 976.940 Stimmen (2,6 %) und gewann zwei von 243 Wahlkreisen und blieb zusammen mit der BJP in der Opposition.
Am 10. Dezember 2018 erklärte RLSP-Parteivorsitzender Upendra Kushwaha seinen Rücktritt als Staatssekretär (Staatsminister) in der Regierung Modi und gleichzeitig den Austritt seiner Partei aus der NDA. Dem vorausgegangen waren Streitigkeiten über die Wahlkreisabsprachen bei der anstehenden Parlamentswahl 2019. Kushawaha zeigte sich unzufrieden mit dem Umstand, dass der RLSP nur zwei Sitze zugebilligt werden sollten, während BJP und JD(U) sich die restlichen 38 Wahlkreise Bihars untereinander zu gleichen Teilen aufteilen wollten. Am 20. Dezember 2018 erklärte Kushwaha den Beitritt seiner Partei zur Kongresspartei-geführten United Progressive Alliance (UPA).